# Mariä Himmelfahrt (Rattenkirchen)

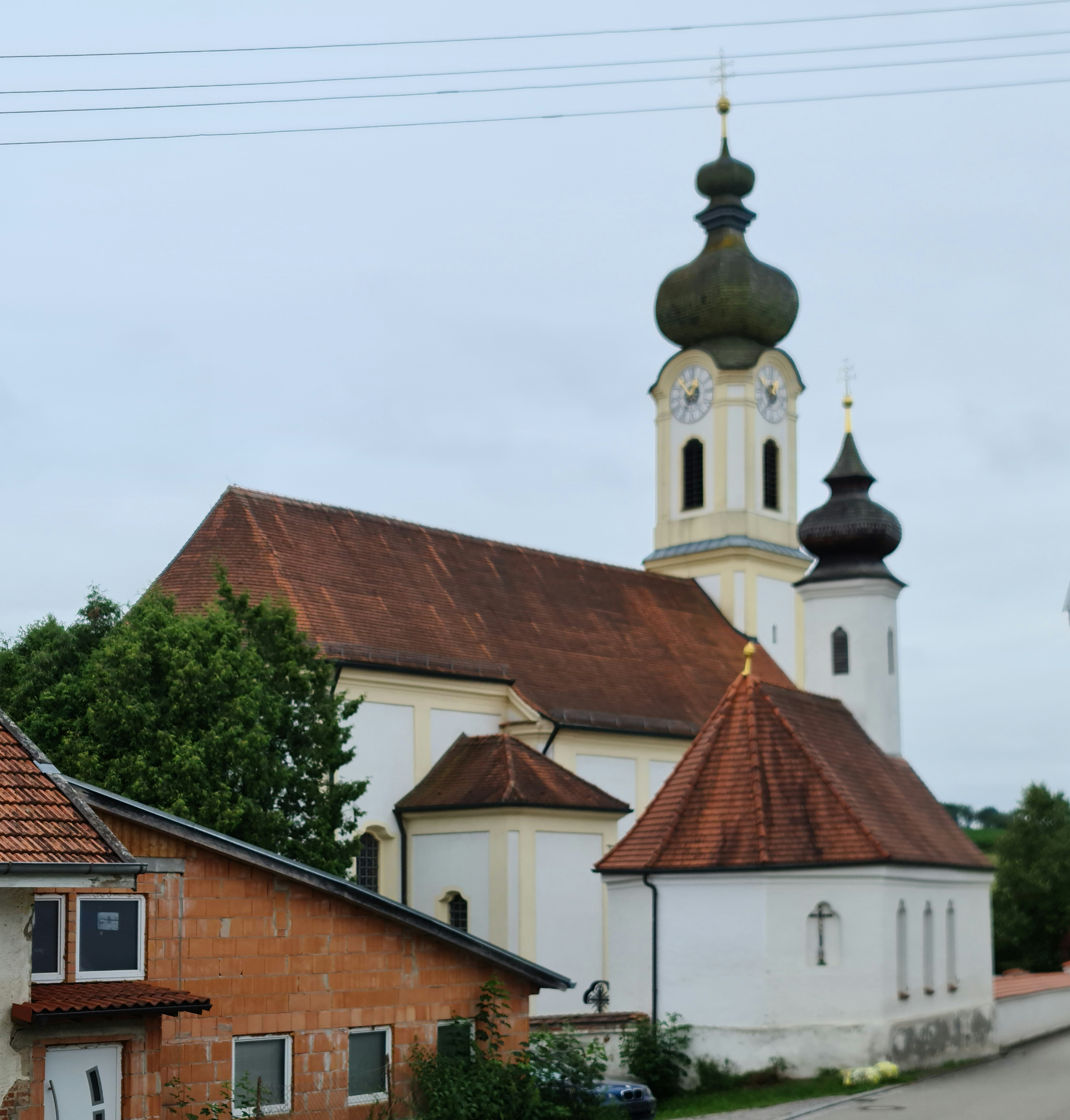
Mariä Himmelfahrt in Rattenkirchen

Innenraum

Die römisch-katholische Pfarrkirche Mariä Himmelfahrt steht in Rattenkirchen, einer Gemeinde im oberbayerischen Landkreis Mühldorf am Inn. Sie ist in der Liste der Baudenkmäler in Rattenkirchen als Baudenkmal unter der Nr. D-1-83-138-1 eingetragen. Die Kirche gehört zum Dekanat Mühldorf im Erzbistum München und Freising.

## Beschreibung
Die barocke Saalkirche wurde in den Jahren 1725 bis 1727 erbaut. Sie besteht aus dem Langhaus zu vier Jochen, dem eingezogenen, halbrund geschlossenen Chor zu zwei Jochen im Osten und dem Fassadenturm mit Welscher Haube im Westen. 
In diesem Turm hängen in einem Holzglockenstuhl vier Bronzeglocken, die in den Tönen es′, f′, as′ und b′ klingen. Sie sind 1250 kg, 900 kg, 600 kg und 370 kg schwer. Gegossen wurden die ersten drei 1949 von Karl Czudnochowsky in Erding, die vierte, die die Weltkriege überdauerte, 1902 von Bachmair in Erding.
Die Sakristei wurde an der Südwand, eine Kapelle an der Nordwand des Chors angebaut. Die Deckenmalereien führte um 1765 Balthasar Mang aus. 
Der Hochaltar wurde um 1790 gebaut. Das Gemälde des Altarblatts zeigt das vierte Geheimnis des glorreichen Rosenkranzes, die Aufnahme Mariens in den Himmel. Im Altarauszug über dem großen Altarbild thront die Heilige Dreifaltigkeit. Neben dem Altarretabel steht links eine mehr als lebensgroße Statue des heiligen Petrus mit dem Schlüssel zum Himmelreich und rechts des heiligen Apostels Andreas. Die Kanzel aus der Zeit um 1740 und die Seitenaltäre werden Johann Georg Kapfer zugeschrieben. Das Bild des linken Seitenaltars zeigt Maria als Kind mit ihrer Mutter Anna, die sie lesen lehrt, dahinter ihr Vater Joachim. Im großen Bild des rechten Seitenaltars ist die Steinigung des heiligen Stephanus dargestellt.

## Orgel

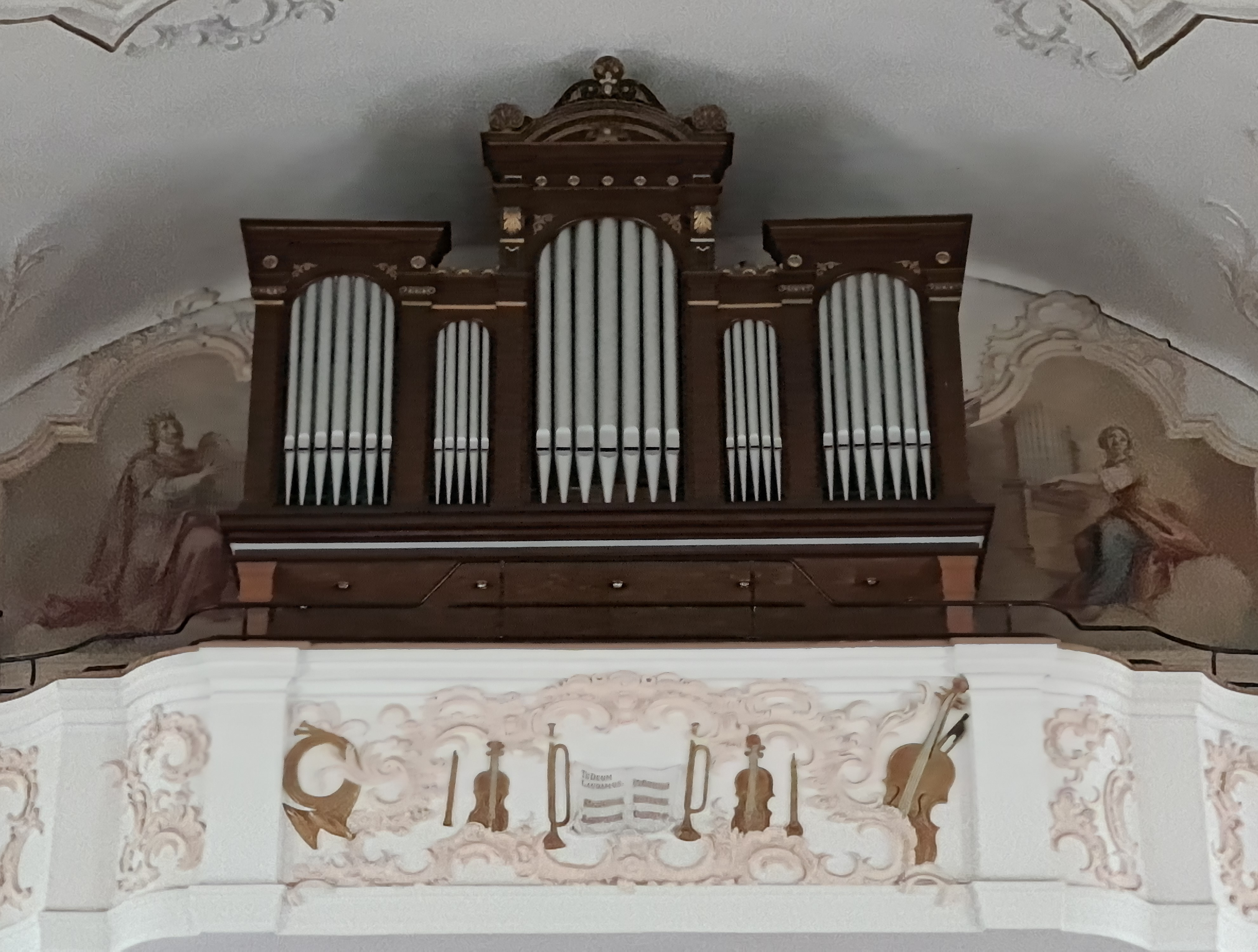
Die Sax-Orgel

Die Orgel steht auf der oberen von zwei Emporen. Sie hat 16 Register, verteilt auf zwei Manuale und Pedal. Sie wurde 1969 von Max Sax (St. Gregoriuswerk) im Gehäuse der Vorgängerorgel von Franz Borgias Maerz eingebaut. Die Disposition lautet:
| I Manual C–f3 |       |
| Principal     | 8′    |
| Hohlflöte     | 8′    |
| Octav         | 4′    |
| Querflöte     | 4′    |
| Nasat         | 2 ⁄3′ |
| Nachthorn     | 2′    |
| Mixtur III    | 1 ⁄3′ |

| II Manual C–f3 |       |
| Gedeckt        | 8′    |
| Salicional     | 8′    |
| Weitprincipal  | 4′    |
| Octav          | 2′    |
| Spitzquint     | 1 ⁄3′ |
| Zimbel II      | 1⁄2′  |

| Pedal C–f1  |     |
| Subbaß      | 16′ |
| Pommer      | 8′  |
| Choralflöte | 4′  |

- Koppeln: II/I, I/P, II/P
- Spielhilfen: 1 freie Kombination, Tutti, Auslöser, Pianopedal, Crescendo
- Bemerkungen: Kegellade, elektropneumatische Spiel- und Registertraktur, freistehender Spieltisch